# 신백현초등학교

신백현초등학교는 대한민국 경기도 성남시 분당구에 있는 공립 초등학교이다.

## 연혁
- 2010년 1월 11일 신백현초등학교 설립 인가
- 2010년 3월 1일 개교. 초대 김현진 교장 취임
- 2011년 2월 15일 제1회 졸업식(105명)
- 2011년 3월 1일 초등학교 23학급 편성(675명), 유치원 2학급 편성
- 2012년 2월 18일 제2회 졸업식
- 2012년 3월 1일 초등학교 21학급, 유치원 2학급 편성
- 2013년 2월 18일 제3회 졸업식
- 2013년 3월 1일 초등학교 24학급 편성, 특수학급 편성, 유치원 2학급 편성, 유치 특수학급 편성
- 2013년 9월 1일 제2대 김정자 교장 취임
- 2014년 2월 14일 제4회 졸업식
- 2014년 3월 1일 초등학교 24학급 편성, 특수학급 편성, 유치원 2학급 편성, 유치 특수학급 편성
- 2015년 2월 13일 제5회 졸업식
- 2015년 3월 1일 초등학교 24학급 편성, 특수학급 편성, 유치원 2학급 편성, 유치 특수학급 편성
- 2016년 2월 5일 제6회 졸업식
- 2016년 3월 1일 초등학교 26학급 편성, 특수학급 편성, 유치원 2학급 편성, 유치 특수학급 편성